# Объячево (сельское поселение)
Объячево — административно-территориальная единица (административная территория село Объячево с подчинённой ему территорией) и муниципальное образование (сельское поселение с полным официальным наименованием муниципальное образование сельского поселения «Объячево») в составе Прилузского района Республики Коми Российской Федерации.
Административный центр — село Объячево.

## История
Статус и границы административной территории установлены Законом Республики Коми от 6 марта 2006 года № 13-РЗ «Об административно-территориальном устройстве Республики Коми».
Статус и границы сельского поселения установлены Законом Республики Коми от 5 марта 2005 года № 11-РЗ «О территориальной организации местного самоуправления в Республике Коми».
Законом Республики Коми от 6 мая 2016 года № 41-РЗ были объединены муниципальные образования сельских поселений «Объячево» и «Читаево» во вновь образованное муниципальное образование сельское поселение «Объячево».
Законом Республики Коми от 6 ноября 2019 года № 81-З с 16 ноября 2019 года в состав поселения вошло сельское поселение Чёрныш.

## Население
| 2010  | 2011  | 2012  | 2013  | 2014  | 2015  | 2016  |
| ----- | ----- | ----- | ----- | ----- | ----- | ----- |
| 7590  | ↘7534 | ↘7449 | ↘7368 | ↘7252 | ↘7149 | ↘7066 |
| 2017  | 2018  | 2019  | 2020  | 2021  |       |       |
| ↗7285 | ↘7168 | ↗7285 | →7285 | ↗8038 |       |       |

## Состав
Состав административной территории и сельского поселения:
| №  | Населённый пункт | Тип населённого пункта       | Население |
| -- | ---------------- | ---------------------------- | --------- |
| 1  | Беляевская       | деревня                      | 175       |
| 2  | Березники        | деревня                      | 33        |
| 3  | Векшор           | деревня                      | 25        |
| 4  | Гыркашор         | посёлок                      | ↘70       |
| 5  | Загарская        | деревня                      | 250       |
| 6  | Изъяшор          | посёлок                      | ↘80       |
| 7  | Калининская      | деревня                      | 446       |
| 8  | Лукинчи          | деревня                      | 17        |
| 9  | Маловыльгорт     | деревня                      | 18        |
| 10 | Оброчная         | деревня                      | 101       |
| 11 | Объячево         | село, административный центр | ↘5617     |
| 12 | Ожындор          | посёлок                      | 307       |
| 13 | Остаповская      | деревня                      | 241       |
| 14 | Паневская        | деревня                      | 118       |
| 15 | Пожмадор         | деревня                      | 12        |
| 16 | Тарачево         | деревня                      | 2         |
| 17 | Тупеговская      | деревня                      | 144       |
| 18 | Усть-Лопъю       | посёлок                      | 259       |
| 19 | Чёрныш           | село                         | 349       |
| 20 | Читаево          | село                         | 281       |